# خيتونية
الخيتونية (بالإنجليزية: Chitonidae)‏ هي فصيلة من الخيتونات أو عديدة الأصداف، وهي رخويات بحرية تتكون قشرتها من ثماني صفائح أو مغاليق مفصلية. هناك خمسة عشر جنساً موجوداً في ثلاث فُصَيلات.